# Aérospatiale SA-315
Die Aérospatiale SA-315 Lama ist ein leichter Mehrzweckhubschrauber. Die Lama wurde vom französischen Hersteller Sud Aviation (später Aérospatiale) ursprünglich für die indische Luftwaffe speziell für den Einsatz in hoher und heißer („hot and high“)-Umgebung konzipiert. Fast dreißig Jahre lang hielt sie den Höhenweltrekord für Helikopter.
Ihre Konstruktion geht auf die Alouette II (Serie 3150) zurück, von der sie die Zelle mit dem charakteristischen Gitterrohrrahmen geerbt hat. Im Vergleich zur Alouette II ist sie aber mit der wesentlich stärkeren Turboméca Artouste IIIB Turbine der Alouette III ausgerüstet. Sie verfügt über einen Dreiblatt-Haupt- und einen Dreiblatt-Heckrotor.
Bis auf einige Streben zur Stabilisierung ist die räumlich vom Cockpit nicht getrennte Kabine voll verglast. Das Rumpfgerüst und der Heckausleger sind in Stahlrohrgerüstbauweise gefertigt und nicht verkleidet. Die fehlende Verkleidung gibt freie Sicht und gute Zugänglichkeit auf die Antriebselemente hinter der Kanzel.

## Versionen
- HAL Cheetah: Lizenzbau der Lama durch die indische HAL. Erstflug am 6. Oktober 1972.
- Die Modifejkikation Cheetal hat ein Triebwerk Turbomeca TM 333.
- HAL Lancer: Weiterentwicklung der HAL Cheetah.
- HB 315B Gaviao: Lizenzproduktion der Lama durch die brasilianische Helibras ab 1978.

## Einsatz
Die Lama wird für Passagiertransporte, zu Beobachtungszwecken, in der Flugausbildung (hier vor allem aufgrund der Ausführung mit nur einem Triebwerk zur Durchführung von Autorotationen) und zum Patiententransport in der Luftrettung eingesetzt. Die Lama kann bis 1000 kg auf 2.500 m Höhe transportieren. Am 21. Juni 1972 erreichte Jean Boulet mit einer Lama eine Höhe von 12.442 m und stellte damit den absoluten Höhenrekord für Helikopter auf. Erst am 25. März 2002 konnte Frédéric North mit einem Eurocopter AS 350 diesen Rekord brechen, er erreichte 12.954 m.
Weiter kommt die Lama auch bei der Schädlingsbekämpfung zum Einsatz. Sie kann mit einer Zusatzausrüstung bis zu 455 l Pestizide oder Fungizide pro Minute versprühen.
In der Schweiz waren 2018 noch 14 Lamas bei zivilen Nutzern registriert, 2025 sind es noch 7 registrierte Maschinen.
Die Indischen Streitkräfte benutzen die Chetak, den Lizenzbau der Alouette III, voraussichtlich bis 2030 für die Grundausbildung aller Dienste, also Army, Air Force, Navy und Coast Guard. Zusammen mit der Lama flogen 2022 total noch 400 dieser verschiedenen Lizenzbauten, im 2024 noch 190 alleine bei der Army.

## Technische Daten

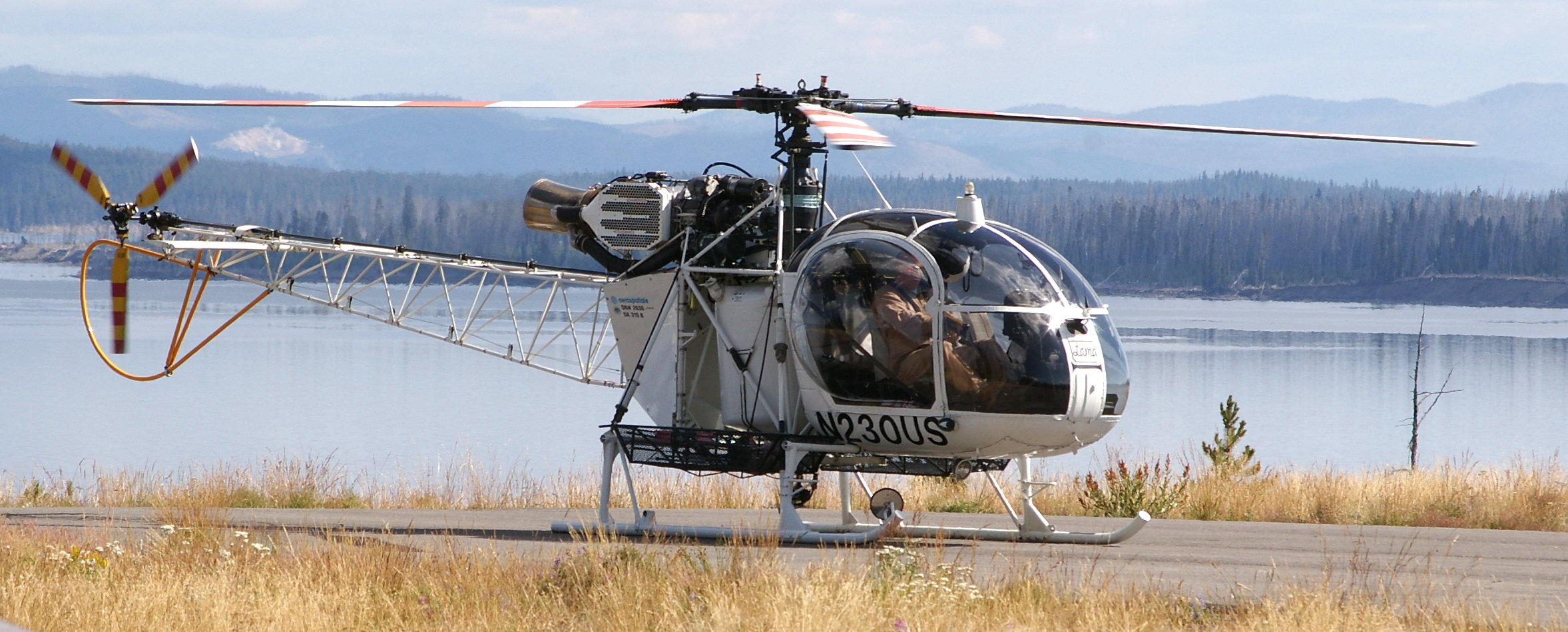
Eine SA 315B Lama

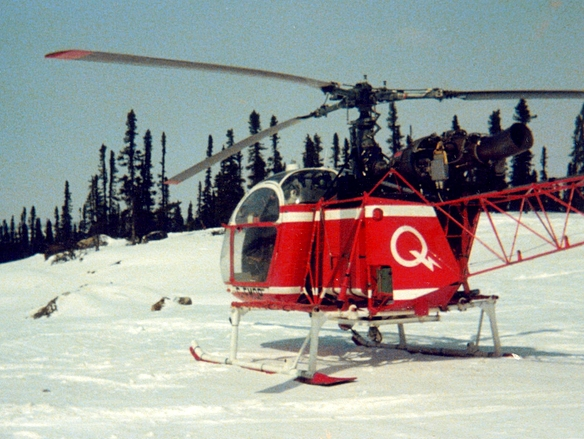
Hydro-Québec SA 315B Lama

| Kenngröße             | Daten                                  |
| --------------------- | -------------------------------------- |
| Besatzung             | 1                                      |
| Passagiere            | 4                                      |
| Länge                 | 10,26 m                                |
| Hauptrotordurchmesser | 11,02 m                                |
| Höhe                  | 3,09 m                                 |
| Leermasse             | 1021 kg                                |
| max. Startmasse       | 2300 kg                                |
| Reisegeschwindigkeit  | 192 km/h                               |
| Höchstgeschwindigkeit | 215 km/h                               |
| max. Einsatzflughöhe  | 5400 m                                 |
| Steigleistung         | 330 m/min                              |
| Reichweite            | 565 km                                 |
| Triebwerk             | 1 × Gasturbine Turboméca Artouste IIIB |
| Leistung              | 570 WPS                                |